# 拉尼盧格
拉尼盧格（羅馬化：Ranilug），是科索沃格尼拉內區拉尼卢格市镇内的村庄及行政中心，位於該國東部。2011年人口普查时该村有844名居民，而整个市镇的人口数量则为3,232人。